# Виа Номентана
Виа Номентана е древен път в Италия, водещ от Рим до Номентум, античен град разположен край днешна Ментана, разстояние от около 23 км. Църквата „Санта Аниезе Фуори Ле Мура“, построена над могилата на Света Агнеса на Виа Номентана, е един от входовете към римските катакомби.